# Tiggarstavar
Tiggarstavar (Plagiobothrys) är ett släkte av strävbladiga växter. Tiggarstavar ingår i familjen strävbladiga växter.

## Bildgalleri

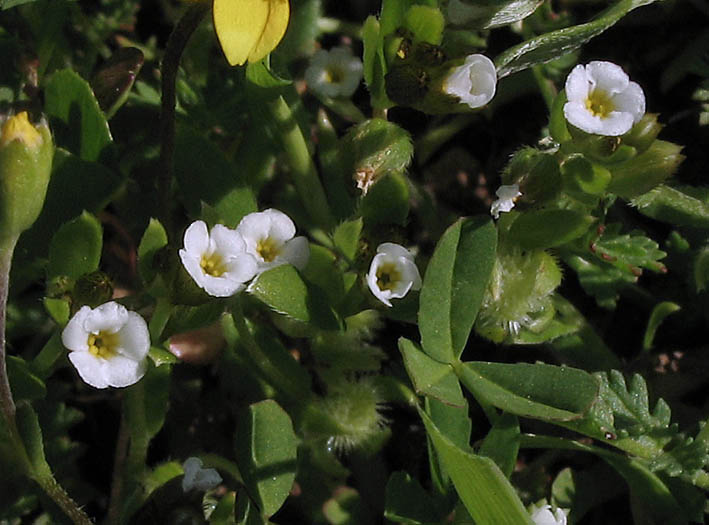
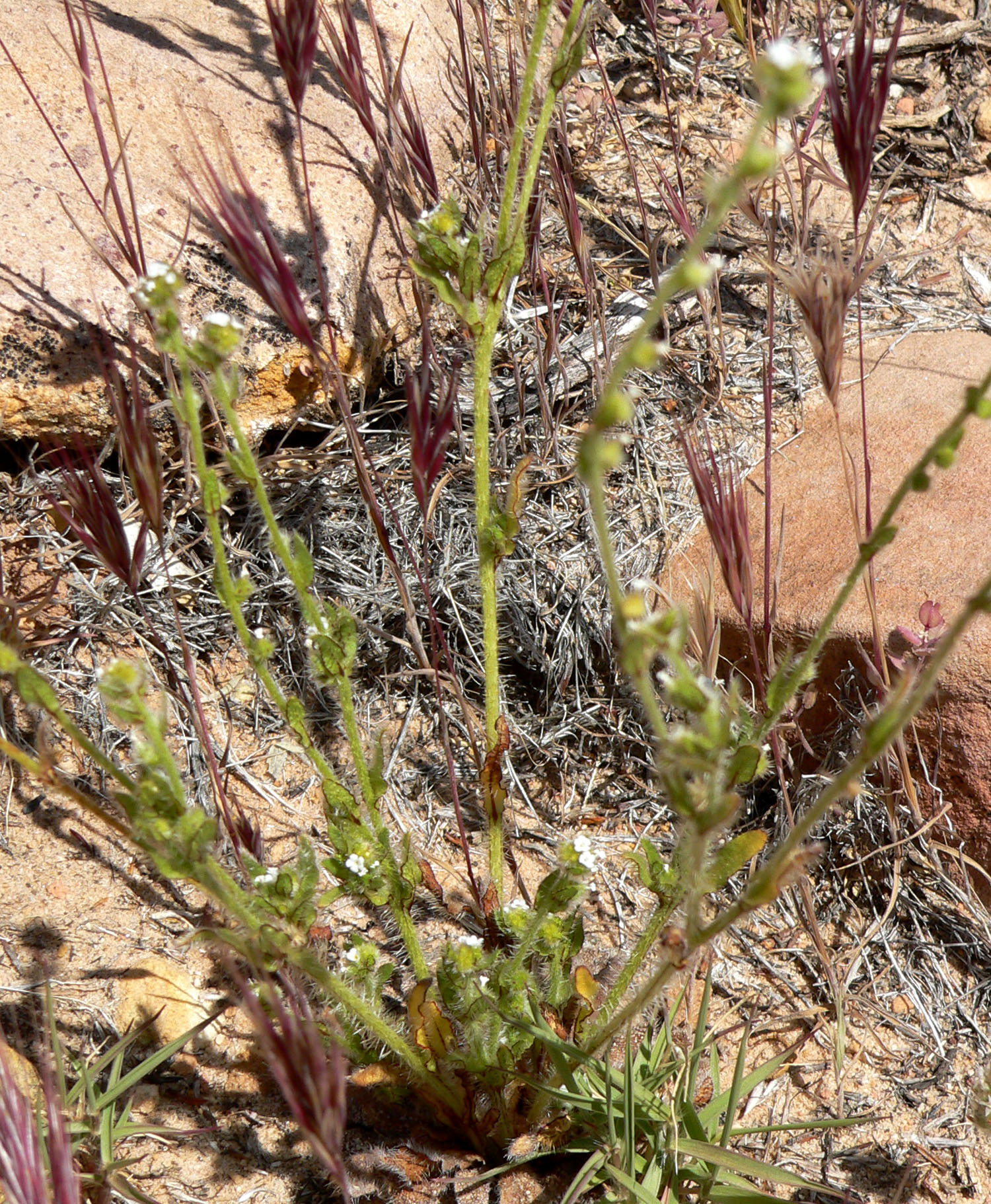
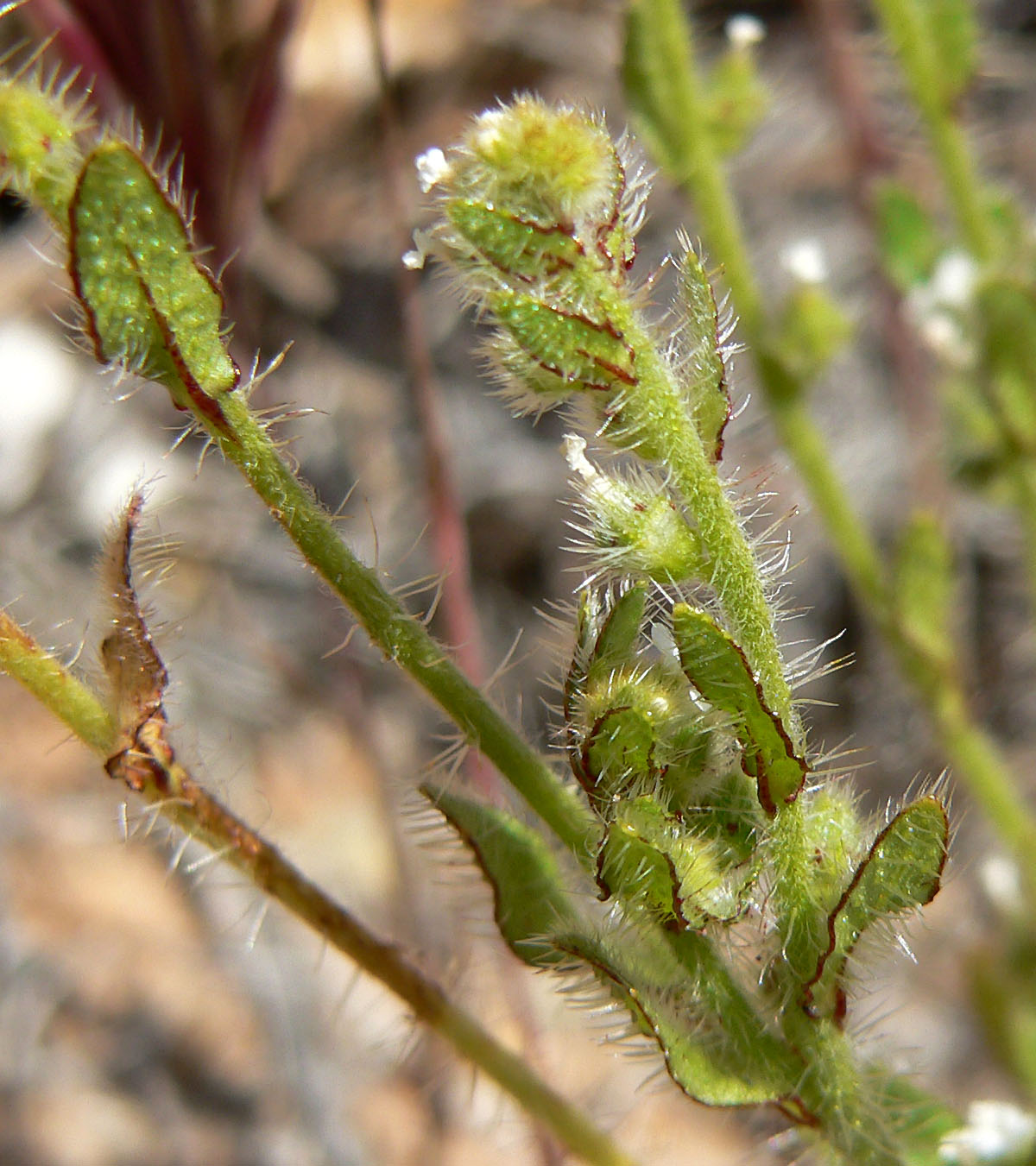
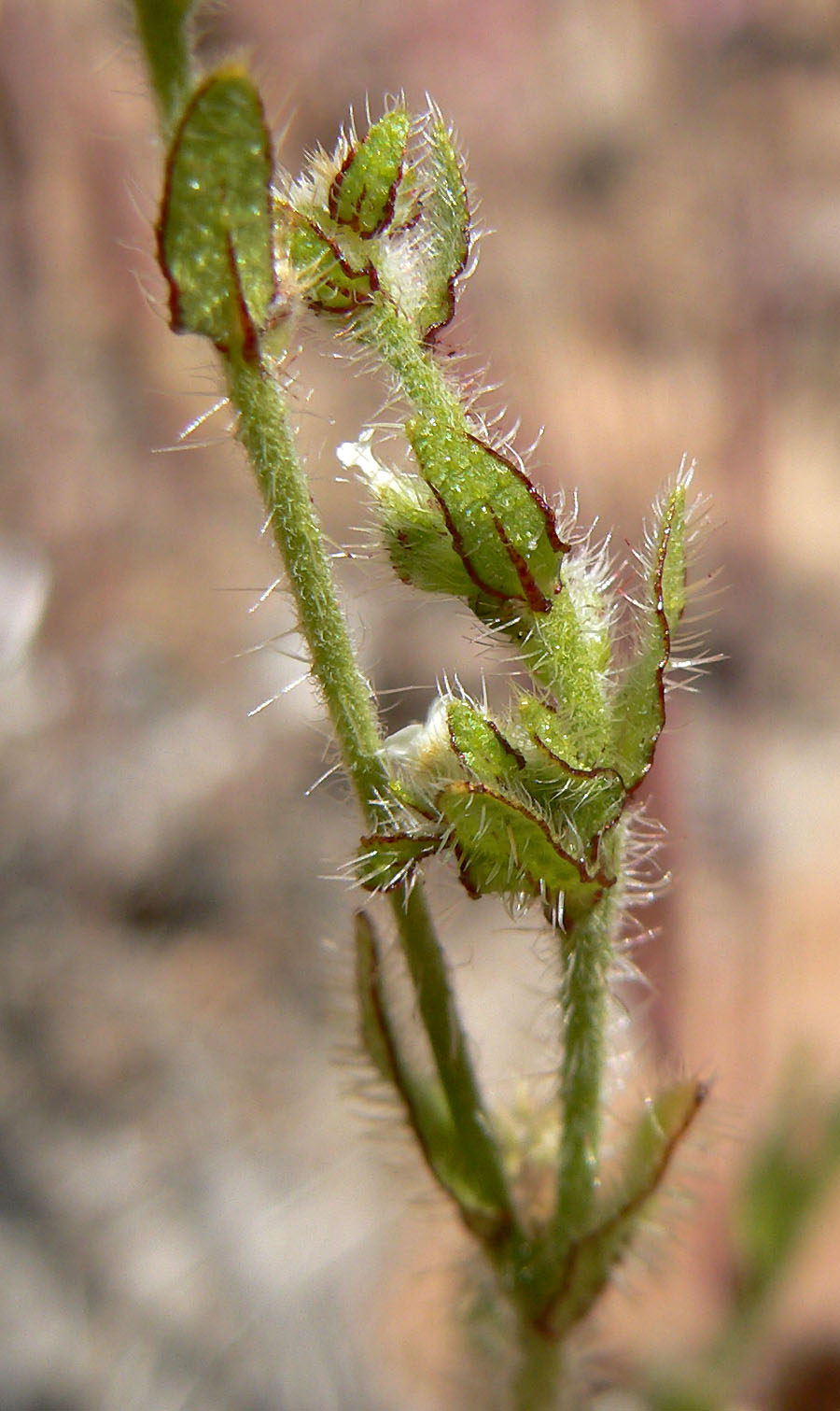
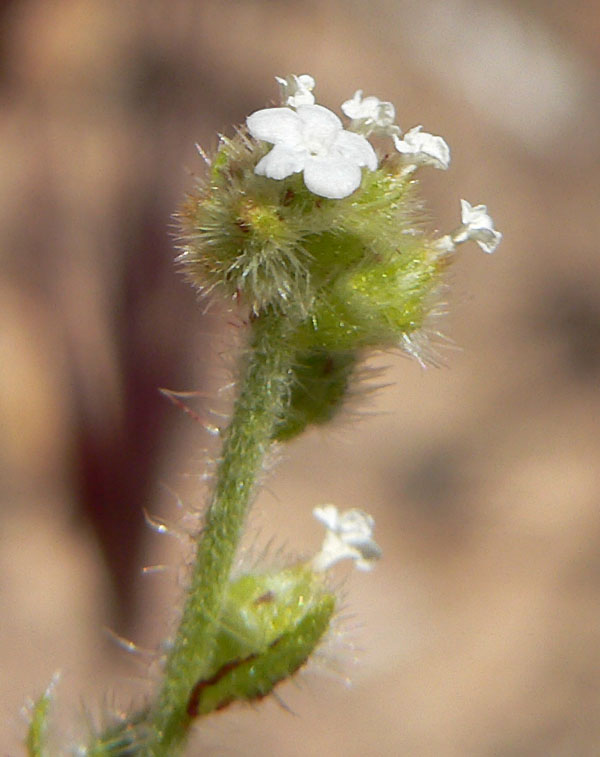
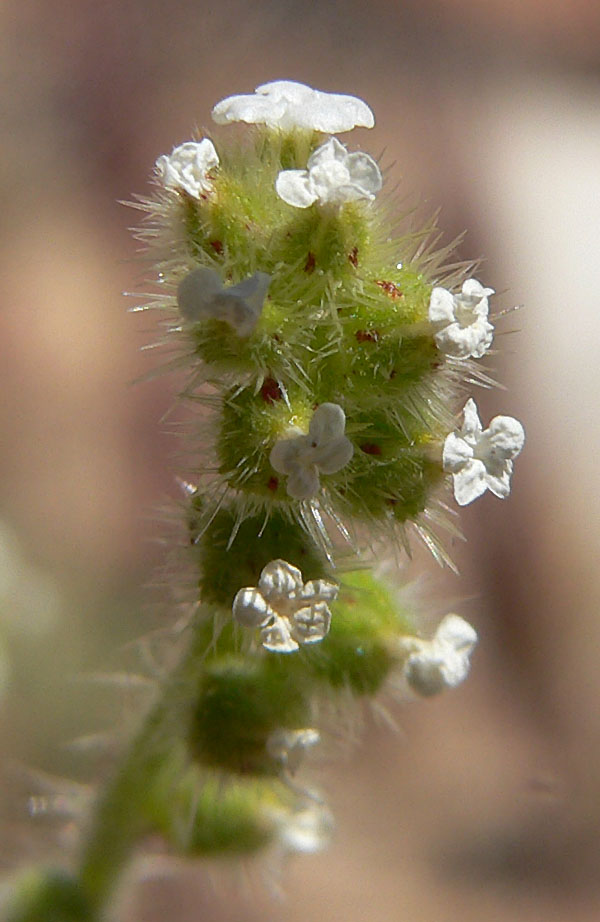

## Dottertaxa till Tiggarstavar, i alfabetisk ordning[1]
- Plagiobothrys acanthocarpus
- Plagiobothrys arizonicus
- Plagiobothrys armeriifolius
- Plagiobothrys austiniae
- Plagiobothrys australasicus
- Plagiobothrys bracteatus
- Plagiobothrys calandrinioides
- Plagiobothrys canescens
- Plagiobothrys chorisianus
- Plagiobothrys collinus
- Plagiobothrys congestus
- Plagiobothrys corymbosus
- Plagiobothrys distantiflorus
- Plagiobothrys elachanthus
- Plagiobothrys figuratus
- Plagiobothrys foliosus
- Plagiobothrys fulvus
- Plagiobothrys germainii
- Plagiobothrys glaber
- Plagiobothrys glomeratus
- Plagiobothrys glyptocarpus
- Plagiobothrys gracilis
- Plagiobothrys greenei
- Plagiobothrys hirtus
- Plagiobothrys hispidus
- Plagiobothrys humilis
- Plagiobothrys humistratus
- Plagiobothrys hystriculus
- Plagiobothrys infectivus
- Plagiobothrys jonesii
- Plagiobothrys kingii
- Plagiobothrys kunthii
- Plagiobothrys lamprocarpus
- Plagiobothrys leptocladus
- Plagiobothrys linifolius
- Plagiobothrys lithocaryus
- Plagiobothrys macbridei
- Plagiobothrys mexicanus
- Plagiobothrys mollis
- Plagiobothrys myosotoides
- Plagiobothrys nothofulvus
- Plagiobothrys oppositifolius
- Plagiobothrys orientalis
- Plagiobothrys orthostatus
- Plagiobothrys parishii
- Plagiobothrys pedicellaris
- Plagiobothrys plebejus
- Plagiobothrys plurisepalus
- Plagiobothrys polycaulis
- Plagiobothrys pratensis
- Plagiobothrys pringlei
- Plagiobothrys procumbens
- Plagiobothrys pulchellus
- Plagiobothrys pygmaeus
- Plagiobothrys reticulatus
- Plagiobothrys salsus
- Plagiobothrys scouleri
- Plagiobothrys scriptus
- Plagiobothrys shastensis
- Plagiobothrys stipitatus
- Plagiobothrys strictus
- Plagiobothrys tenellus
- Plagiobothrys tener
- Plagiobothrys tenuifolius
- Plagiobothrys torreyi
- Plagiobothrys trachycarpus
- Plagiobothrys uliginosus
- Plagiobothrys uncinatus
- Plagiobothrys verrucosus